# Daniel Schacter
Daniel L. Schacter (New York, 1952. június 17. –) amerikai pszichológus. A cambridge-i Harvard Egyetem William James Hall pszichológia tanszékének professzora.

## Életrajza
Egyetemi tanulmányait 1970-ben kezdte Észak-Carolinában, majd 1976-tól egy éven keresztül a Torontói Egyetemen tanult. Az 1978-as évet az Oxfordi Egyetemen töltötte, ahol kutatásokat látogatott, és komolyabban foglalkozni kezdett a kísérleti pszichológiával. 1978-tól ismét Torontóban látogatta az egyetemet, itt szerzett 1981-ben doktori címet. Témavezetője Endel Tulving volt.

## Munkássága
1981 után 6 évig maradt Torontóban, ahol kutatási munkatársként és segédprofesszorként dolgozott egyes memóriazavarok vizsgálatában az egyetem pszichológia tanszékén. 1987-től 1989-ig társprofesszor az Arizona Egyetemen, majd 1991-ig részt vett a pszichológia tanszék Kognitív Tudományos Programjában. 1991-ben került jelenlegi munkahelyére, a Harvard Egyetemre. Itt 1995-ig a pszichológia tanszék professzoraként tevékenykedett, majd 95-ben megválasztották tanszékvezetőnek. 1999-ben a londoni Kognitív Idegtudományi Intézet vendégprofesszora lett.
Daniel L. Schahter fő szakterülete az emlékezet- és kogníciókutatás, emellett neuropszichológiai és neurobiológiai eredményei is igen jelentősek.
Kutatásai az emberi emlékezetet és az amnéziát pszichológiai és biológiai szempontból vizsgálják, különös hangsúlyt fektetve a memória tudatos és tudattalan formáinak eltéréseire. Újabban a memóriazavarok agyi mechanizmusait is kutatja. Szintén kutatási témái közé tartozik az életkor előrehaladtával járó emlékezeti zavarok oka és természete. Kutatásaiban mindkét jól ismert agyi képfeldolgozó technikát, a PET-et (positron emission tomography) és az FMRI-t (functional magnetic resonance) is alkalmazza.

## Könyvei
Schachter négy könyv szerzője, hét kötet szerkesztője, és több mint kétszáz tudományos cikket és fejezetet publikált.
- Stranger behind the engram: of memory and the psychology of science (1982)
- Searching for memory: The brain, the mind, and the past (1996)
- Forgotten ideas, neglected pioners: Richard Semon and the story of memory (2001) (A könyv egy újabb kiadása a „Stranger behind the engram” című műnek.)
- The seven sins of memory: How the mind forgets and remembers (2001, magyarul: Az emlékezet hét bűne)

A Searching for Memory (Emlékeink nyomában) és a The Seven Sins of Memory (Az emlékezet hét bűne, 2001) című könyveit a The New York Times, az Amazon.com, a William James Book Award és az APA többek között „az év könyve” címmel díjazta; emellett több nyelven, köztük magyarul is megjelentek.

## Emlékeink nyomában (1996)
Emlékeink nyomában című könyvében Schacter két népszerű modellt is elutasít, mégpedig a behaviorista modellt és a komputációsat (melyben az agyat egy számítógépnek tekintik), mivel egyik sem magyarázza meg a szubjektív és jelen igényű bázisát a memóriának. Az emlékezeti szubjektivitás a szerző szerint legalább három faktort tartalmaz: először az emlékezeti konstrukciók a jelen igényeknek, vágyaknak, befolyásoknak megfelelően alakulnak ki, másodszor az emlékeket gyakran kísérik érzések vagy érzelmek. Harmadszor pedig az emlékezetbe általában beletartozik az emlékező tudatossága az emlékre. Schacter szerint egy jó modellnek az emlékezet működéséről tartalmaznia kell a memória szubjektív természetét is.
Schacter ezen művében saját és más kognitív kutatók munkái segítségével azt kívánja bizonyítani, hogy nem csak egy emlékezeti rendszerünk van. Ezenkívül bemutatja, hogy újabb az agyleképező rendszerek miféle betekintést nyújthatnak az agy különböző részeinek az interakciójába, amikor kódolunk vagy felidézünk egy emléket. A szerző ezen kívül elvisz minket az implicit memória rejtett, tudatalatti világába is.

## Az emlékezet hét bűne (2001)
Schacter Az emlékezet hét bűne című könyvében azt a célt tűzte ki, hogy egységes fogalmi keretbe foglalja azokat a lehetőségeket, ahogyan emlékezetünk tévútra vihet minket. E keret segítségével a szerző állítása szerint el tudunk jutni az emlékezeti hibák átfogó megértéséhez.
Pszichológusok és fiziológusok számtalan kutatásban foglalkoztak az emlékezeti működések speciális aspektusaival, azonban egy kérdéssel Schacter foglalkozott először részletesen: „Vajon hányféleképpen tud emlékezetünk bajba sodorni minket?” Munkájában az emlékezet zavarait hét „bűnre” vezeti vissza. A hasonlat rendkívül kifejező, ugyanis a bűnök problémákat tudnak okozni nekünk, de tekinthetjük őket a túléléshez hasznos és néha elengedhetetlen vonások eltúlzott változatainak is. Az emlékezeti rendszer hibáira azon kívül, hogy hibákként gondolunk rájuk, egy olyan ablakként is lehet gondolni, mint az emlékezeti működés adaptív tulajdonságaira.
1. Az elhalványulás bűne
Az elhalványulásért felelős területek:
1. Hippokampusz
2. Temporális lebeny belső része
3. Frontális lebeny egyes részei

Az fMRI segítségével kimutatható, hogy a jobb félteke elsősorban a képek feldolgozásáért, a bal pedig a szavak kódolásáért felelős. Az emlékek megszületésekor a frontális és parahippokampális régiókban lejátszódó folyamatok határozzák meg, hogy egy élményünkre egész életünkben emlékezni fogunk-e vagy a felejtés útja vár rá.
Az elhalványulás leggyakoribb következményei: a hasonlóságból fakadó bizonytalanság; szinte csak a történtek lényegének megőrzése; és a töredezett emlékek.
2. A szórakozottság bűne
A figyelem elterelése a bal oldali frontális lebeny emléknyom-megszilárdító szerepét csökkenti. Az automatikus cselekvések összefüggésben állhatnak a bal prefrontális régió alacsonyabb szintű működésével. Az automatikus vagy a felületes feldolgozás változásvakságot is eredményezhet, melyet Levin és Simons kísérletei bizonyítanak.
3. A rövidzárlat bűne
A rövidzárlat úgy lép fel, hogy az emlékezésnek ellenszegülő információ megfelelően lett kódolva, és még a megfelelő jelzőinger is a rendelkezésre áll. Leginkább nevek esetében fordul elő, és ez objektív vizsgálatokkal is alátámasztott tény.
4. A téves attribúció bűne
A téves attribúció bűne akkor fordul elő, amikor olyan dolgok megtételére emlékszünk, amiket valójában csak elképzeltünk, vagy amikor úgy emlékszünk, hogy egy bizonyos helyen találkoztunk egy barátunkkal, a valóságban azonban máshol futottunk vele össze: az események egyes szempontjaira jól emlékszünk, de rossz forráshoz társítjuk őket.
Schacter amnéziásokkal és normál páciensekkel végzett kísérletei megmutatják, hogy az emberek normális hajlama arra, hogy a „lista lényegére” emlékezzenek szemantikailag hasonló szavaknál (ez a hajlam az amnéziásoknál nincs meg) okozza azt, hogy a listán nem szereplő szavakra véljenek emlékezni.
5. A szuggesztibilitás bűne
A szuggesztibilitás az egyén hajlama arra, hogy külső forrásból jövő félrevezető információt beépítsen a személyes felidézésébe. Schacter szerint ez a hét bűn közül a legveszedelmesebb, mivel „rávezető kérdések hozzájárulhatnak hamis tanúvallomásokhoz; szuggesztív pszichoterápia folyamatai elősegíthetik hamis emlékek előállítását; és agresszív kérdezgetése az iskola előtt álló gyerekeknek állítólagos rossz bánásmód hamis emlékeit eredményezhetik…nagy a tét ezekben az esetekben a résztvevő számára.”
6. Az elfogultság bűne
Az elfogultság bűne retrospektív torzítást jelent, amit a jelenlegi tudásunk és hitünk idéz elő. Például kutatások mutatják, hogy olyan emberek, akik jelenleg nincsenek megelégedve egy romantikus kapcsolatukkal, hajlamosak arra, hogy aránytalanul negatívan ítéljék meg a kapcsolatuk korábbi szakaszait. Schacter szerint ezek az elfogultsági bűnök azért aggasztóak, mert „azok csökkenthetik vagy megszüntethetik a tapasztalatainkból való tanulást: hogyha úgy érezzük, hogy végig tudtuk, mi fog történni, akkor lehetséges, hogy kevésbé leszünk motiváltak, hogy profitáljunk egy bizonyos esemény tanulságából”. Egy különösen veszedelmes elfogultság a sztereotípiákra építés: hogy valakitől elvárunk egy bizonyos viselkedésformát a kora vagy származása miatt.
7. A makacsság bűne
Makacsságnak nevezzük, amikor olyan dolgokra emlékezünk, amiket legszívesebben elfelejtenénk. Legfőbb területei: bánat, csalódás, kudarc, szomorúság, trauma. Fenyegetheti önképünket is. Szelfséma: az évek alatt összegyűlt önmagunkra vonatkozó ismereteket tartalmazza és hat önértékelésünkre a múltbeli események alapján.
Tépelődés: gondolataink megszállottan vissza-visszatérnek. Nőkre jellemzőbb, mint férfiakra, így depressziójuk is tovább mélyülhet. A férfiak ezzel szemben aktív cselekvéssel elterelik a figyelmüket a negatívumról. Ezenkívül negatív emlékeink mással megosztása is hasznos lehet.
Traumatikus élmények: jellemzően betolakodó élmények, melyek következménye Poszttraumatikus Stressz Betegség, és ez gyakran társul depresszióval. Ekkor nem célszerű a fájdalmas gondolatok elkerülése, mert az csak megnyújtja az időszakot. A folyamat idegrendszeri hátterében a temporális lebeny része, az amygdala áll.
A hét bűn: erények vagy hibák?
Az utolsó fejezet mérlegre teszi az emlékezet hét bűnét és kialakulásuk okára keres magyarázatot.
A könyv ezen része azt a kérdést feszegeti, hogy vajon az emlékezeti bűnök adaptációk-e vagy sem. Az adaptáció többnyire előnyös következményekkel járó tulajdonság. Egy tulajdonság akkor adaptív, ha belső szerkezete elég bonyolult ahhoz, hogy a tulajdonság ne csak véletlenül jöjjön létre. Általában sikerhez vezet, mert növeli az utódszámot. Humán univerzálé: olyan vonásokat jelent, melyek minden ismert kultúrában jelen vannak, s ha nem is szolgálnak határozott bizonyítékként az adaptáció igazolására, hasznos útjelzők.
Így hangzik Schacter konklúziója „az emlékezet hét bűnéről”:
„A hét bűn nem pusztán elkerülendő vagy minimalizálandó kellemetlenségek. Rávilágítanak, miként merít az emlékezet a múltból, hogyan őrzi meg a jelen elemeit az eljövendő hivatkozások számára, s teszi lehetővé, hogy tetszés szerint látogassunk el a múltunkba. Az emlékezet hibái és erényei egy, az időn átívelő híd elemei, mely elménket összeköti a valósággal.”

## Forgotten ideas, neglected pionirs – Richard Semon and the story of memory (2001)
Daniel Schacter ezen könyve egy 1982-es művének, a „Stranger behind the engram: of memory and the psychology of science”-nek az újabb kiadása. Richard Semon egy német evolúciós biológus volt, aki a huszadik század első felében két elemzést írt az emberi emlékezet működéséről, mégpedig olyanokat, amivel megelőzte saját korának álláspontját. Schacter ezen műve nem csak Semon hozzájárulását vizsgálja az emlékezetkutatáshoz, hanem beszámol egy rendkívüli élet történetéről összehasonlítva egy zűrzavaros európai történelmi korszak hátterével, és a tudományos és evolúciós elméletek fejlődésével. Az eredmény életrajzi, történelmi és pszichológiai anyagok keveréke.

## Magyarul
- Emlékeink nyomában; Háttér, Bp., 1998 (Lélek kontroll)
- Az emlékezet hét bűne. Hogyan felejt és emlékszik az elme?; ford. Bíró Gábor; HVG, Bp., 2002